# Edge of Darkness (televisieserie)
Edge of Darkness is een Britse drama/thriller-miniserie, geproduceerd door BBC Television in samenwerking met Lionheart Television International. De serie werd oorspronkelijk uitgezonden in 1985 als zes afleveringen van elk 50 minuten.

## Verhaal
De serie mengt elementen van een misdaaddrama en politiek drama. De serie draait om politieagent Ronald Craven, die op zoek gaat naar de waarheid achter de gruwelijke moord op zijn dochter Emma. Zijn onderzoek brengt hem in een wereld van corrupte overheidsmedewerkers en zaakjes die het daglicht niet verdragen. Hij stuit zelfs op een complot dat de toekomst van de wereld drastisch kan veranderen.

## Achtergrond
De serie werd geschreven door Troy Kennedy Martin, die zich sterk liet inspireren door het politieke klimaat van de jaren 80. Vooral de Thatcher-administratie, en de vele theorieën die zich ronde deden over de nucleaire industrie. Hij betrok ook enkele mystieke elementen bij de serie.
In 1983 toonde hij zijn idee aan Jonathan Powell, die de serie groen licht gaf. De opnames van de serie begonnen in juli 1984, en duurden tot december dat jaar. Opnames op locatie vonden onder andere plaats in Londen, Yorkshire, Schotland, en Wales. Tijdens de productie droeg de serie de werktitel “Magnox”. De titel “Dark Forces” werd ook even genoemd als titel voordat de definitieve titel werd gekozen. De serie is bijna geheel opgenomen vanuit een enkel camerastandpunt. De muziek van de serie werd gecomponeerd door Eric Clapton en Michael Kamen.
De serie werd goed ontvangen door kijkers en critici, en wordt vandaag de dag gezien als een culturele tijdgeest over de angst voor een kernoorlog in de jaren 80 van de 20e eeuw. De serie is in de loop der jaren meerdere malen heruitgezonden. De serie werd in 2000 15e op de Lijst van de 100 beste Britse televisieprogramma's.

## Rolverdeling
- Bob Peck - Ronald Craven
- Joe Don Baker - Darius Jedburgh
- Charles Kay - Pendleton
- Ian McNeice - Harcourt
- Joanne Whalley - Emma Craven
- Hugh Fraser - Bennett
- John Woodvine - Ross
- Jack Watson - James Godbolt
- Allan Cuthbertson - Chilwell
- Kenneth Nelson - Grogan
- David Fleeshman - Jones
- Zoë Wanamaker - Clemmy

## Prijzen
Edge of Darkeness ontving in 1986 11 nominaties bij de BAFTA Awards:, waarvan hij er zes won:
- Gewonnen: Beste Dramaserie (Martin Campbell & Michael Wearing)
- Gewonnen: Beste acteur (Bob Peck).
- Genomineerd: Beste acteur (Joe Don Baker).
- Genomineerd: Beste actrice (Joanne Whalley).
- Gewonnen: Beste Originale televisiemuziek (Eric Clapton & Michael Kamen).
- Gewonnen: Beste Filmcameraman (Andrew Dunn).
- Gewonnen: Beste Filmmontage (Ardan Fisher, Dan Rae).
- Gewonnen: Beste Filmgeluid (Dickie Bird, Rob James, Christopher Swantoni, Tony Quinn).
- Genomineerd: Beste Makeup (Daphne Croker).
- Genomineerd: Beste Graphics (Andy Coward, Linda Sherwood-Page).
- Genomineerd: Beste Design (Graeme Thompson).

Datzelfde jaar viel Edge of Darkness ook twee keer in de prijzen bij de Broadcasting Press Guild television critics' awards:
- Gewonnen: Beste acteur (Bob Peck)
- Genomineerd: Beste acteur (Joe Don Baker).
- Gewonnen: Beste dramaserie

## Verfilming
In 2010 werd de televisieserie verfilmd met Mel Gibson in de hoofdrol. De film is net als de serie geregisseerd door Martin Campbell.